# Shayan Hartmann

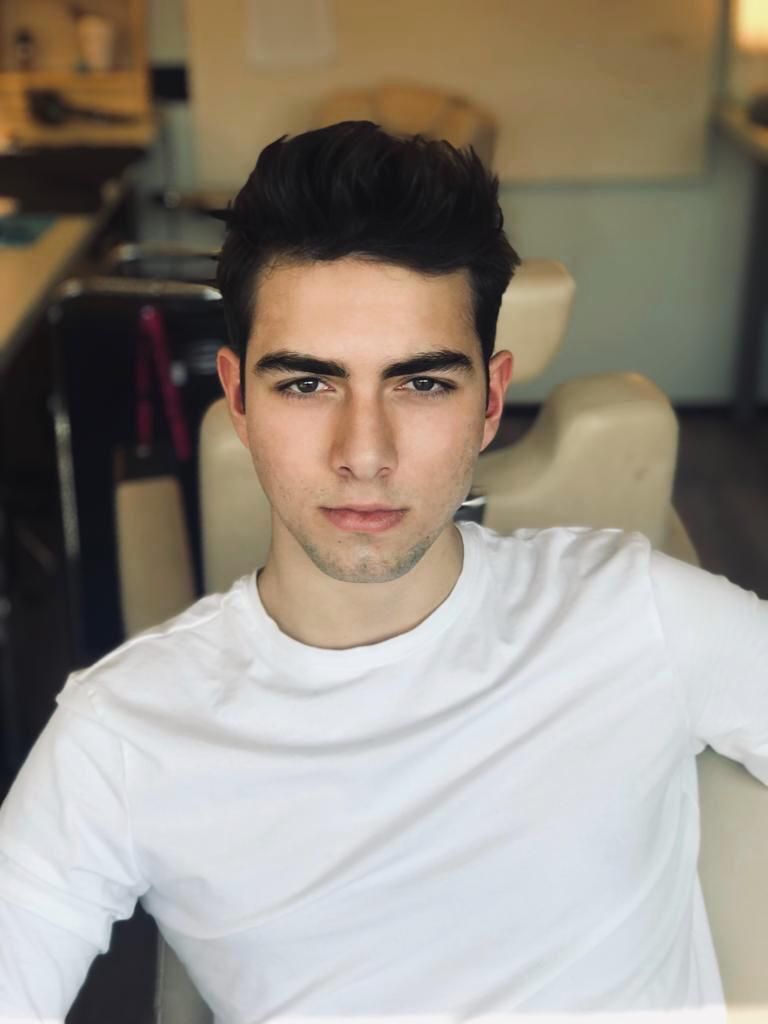
Shayan Hartmann (2019)

Shayan Hartmann (* 4. September 2000 in München) ist ein deutscher Schauspieler.

## Leben
Shayan Hartmann ist der einzige Sohn einer persischen Mutter und eines deutschen Vaters. Neben Deutsch und Englisch beherrscht er auch die persische Sprache.
In seiner Freizeit beschäftigt er sich vor allem mit Musik. Hartmann spielt seit 2008 Klavier, komponiert Stücke für Klavier und produziert Beats.
Hartmann legte seine allgemeine Hochschulreife im Jahr 2018 am Gymnasium München/Moosach ab. Während seiner Schulzeit interessierte er sich vor allem für den Theaterkurs und den Sportunterricht, weshalb er dem Schwimmteam des GMMs beitrat.
Seine Mutter erkannte sein schauspielerisches Talent im Alter von neun Jahren und organisierte ihm eine erste Rolle in der Serie Marienhof im Jahr 2009. Von da an erhielt Hartmann Rollen bei Dahoam is Dahoam und Hubert und Staller und Model-Jobs für BMW.

## Filmografie
- 2009–2011: Marienhof
- 2011–2021, 2024: Dahoam is Dahoam
- 2011: Weißblaue Geschichten
- 2011: Hubert und Staller
- 2019: Aktenzeichen XY ... ungelöst
- 2019: Watzmann ermittelt